# Plyšák

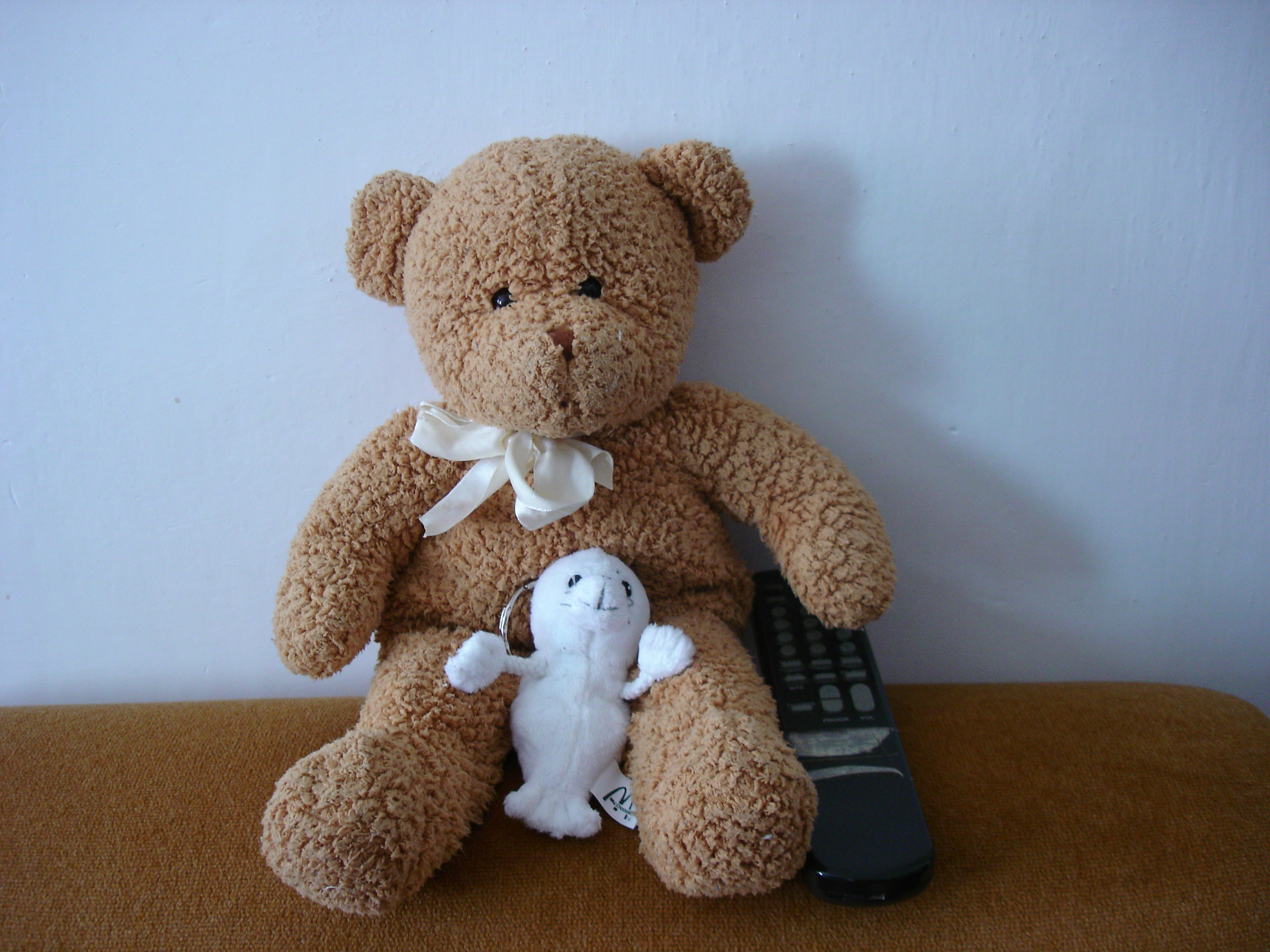
Plyšová zvířata

Plyšák je hračka vytvořená z plyše a vycpaná nejčastěji vatou, slámou nebo molitanem. Většinou tvar představuje zvíře, bytost z jiné planety, nebo nějakou pohádkovou postavičku. Existují také plyšáci ve tvaru auta nebo jiných předmětů, např. hracích kostek.

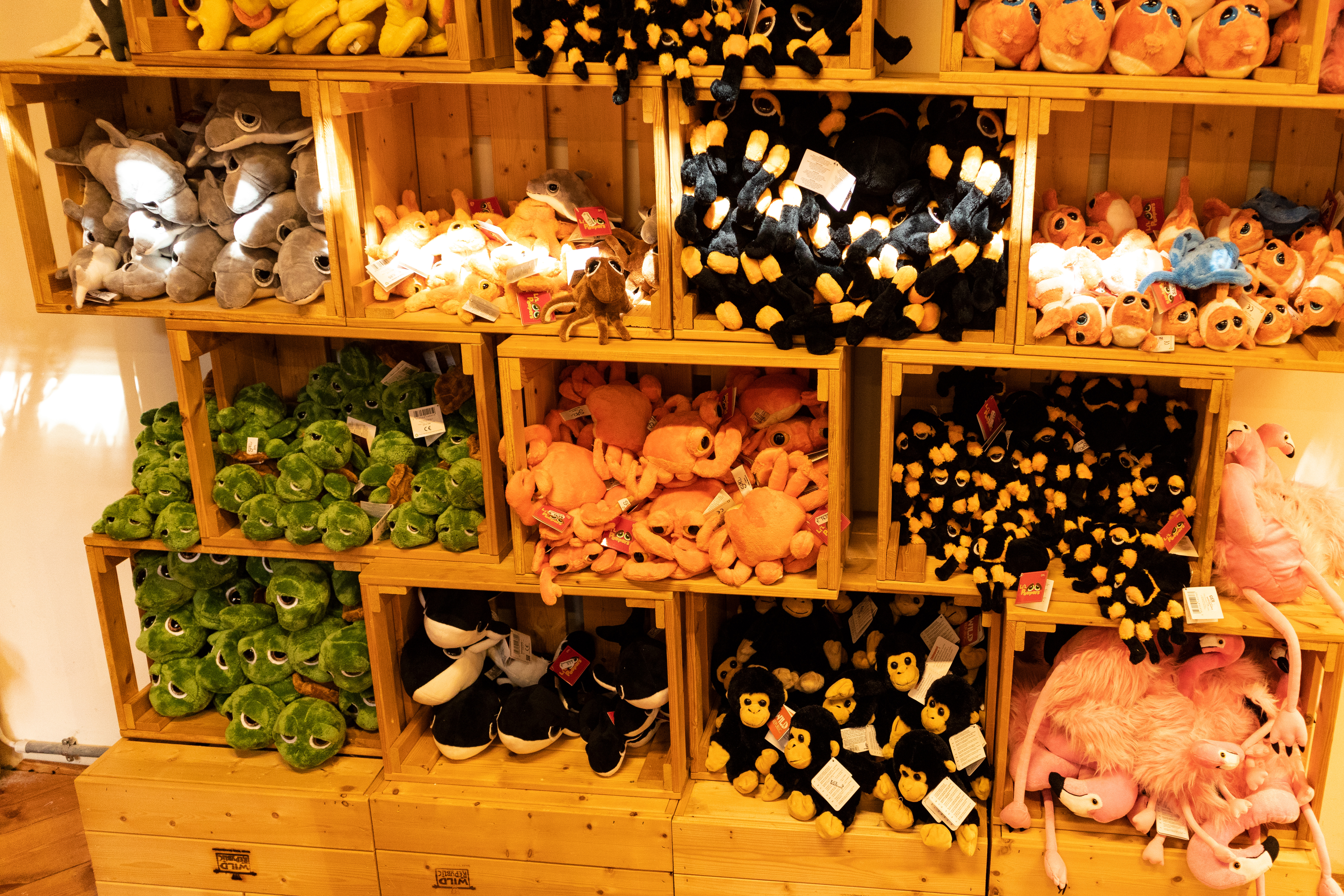
mnoho druhů plyšáků

Existuje mnoho druhů plyšáků: papoušci, psi, kočky, sloni, tygři atd. Někteří plyšáci mohou i například chodit, mluvit, blikat, dokonce i zpívat. Existují také plyšáci představující známé pohádkové postavy: Krtek, Křemílek a Vochomůrka, Rákosníček… Plyšáci mohou také představovat nějakou postavičku vytvořenou speciálně k tomuto účelu, jako byl např. Mončičák.
Plyšáci u dětí rozšiřují city a pudy mateřství či otcovství.[zdroj?]
Plyšáci se také využívají jako účinný nástroj firemní propagace díky jejich schopnosti vzbudit pozitivní emoce a tím posílit značku. Mnoho firem nechává vyrábět vlastní plyšové maskoty nebo přímo svoje produkty v podobě plyšáků, čímž vytváří jedinečné a dobře zapamatovatelné reklamní předměty. 